# Auguste François Annibal de Farcy
Pour les autres membres de la famille, voir famille de Farcy.
 (mars 2008).
Si vous disposez d'ouvrages ou d'articles de référence ou si vous connaissez des sites web de qualité traitant du thème abordé ici, merci de compléter l'article en donnant les références utiles à sa vérifiabilité et en les liant à la section « Notes et références ».
 (octobre 2008).
- Si vous ne connaissez pas le sujet, laissez ce bandeau (vous pouvez alors contacter les auteurs).
- Si vous supprimez le contenu mis en cause (vous pouvez préalablement contacter les auteurs),

argumentez précisément cette suppression dans la page de discussion
(un manque de référence n'est pas un argument ; une recherche réelle de référence doit avoir été effectuée, être formellement documentée).
Auguste François Annibal de Farcy de Cuillé (né le 13 juin 1706 à Cuillé - décédé le 28 juin 1771 à Lorient), est un prélat français.

## Biographie
Auguste François Annibal de Farcy est le 3e fils d'Annibal-Auguste de Farcy de Cuillé, conseiller au Parlement de Bretagne et de son épouse Renée Catherine du Moulin.
Il devient docteur en théologie de la Sorbonne, diacre en 1731, chanoine et scolastique du chapitre cathédral de Tréguier de 1734 à 1738, trésorier du même chapitre de 1737 à 1738 et vicaire général, il est nommé le 30 septembre évêque de Cornouaille après le décès de François-Hyacinthe de Plœuc du Timeur.
Il est consacré évêque le 8 novembre 1739, à l'âge de 33 ans, et prend possession de son siège le 15 décembre de la même année. En cette qualité, il est qualifié comme conseiller du roi, comte de Cornouaille. Il est nommé prieur de l'Île Tristan, à Douarnenez. Il fut surtout attentif à conserver la pureté de la foi dans son diocèse à une époque où tant d'églises étaient agitées en France par les intrigues des Jansénistes.

### Démêlés avec les jansénistes
Ces novateurs tentèrent en 1753 d'attirer à leur parti le peuple de Merléac, paroisse qui était alors du diocèse de Quimper, et pour y réussir, ils distribuèrent des livres de piété dans lesquels ils avaient glissé leurs mauvaises doctrines.
Un Mr de Princé, gouverneur de l'îsle de Rhé et seigneur de Merléac, s'était avec son épouse chargé de cette distribution. Le prélat, informé de cette tentative, se trouvant au Bodéo où plusieurs paroisses, entre autres celle de Merléac, étaient convoquées pour la visite, s'éleva avec force, au pied de l'autel, contre cette coupable manœuvre et signala ensuite dans la sacristie à son clergé les deux apôtres du Jansénisme, Mre de Princé et de Moutier son frère. Il n'en fallut pas davantage pour irriter ceux-ci qui s'en plaignirent au ministre. Quoique peu favorable aux évêques, le gouvernement de cette époque ne put cependant blâmer Monseigneur de Farcy qui, dans cette circonstance, n'avait fait que remplir son devoir. Le ministre répondit aux plaignants que l'évêque de Quimper s'était élevé avec un peu trop de chaleur contre la distribution des livres en question, mais qu'on blâmait cette distribution parce qu'un seigneur de paroisse n'était pas chargé de l'instruction chrétienne de ses vassaux.

### L'évêque
En 1771 il fit don à la fabrique de la cathédrale d'une somme de 156 livres provenant de la chapellenie de Ponthaon.
Il mourut le 28 juin 1772 à Lorient où il était allé consulter des médecins. Son corps fut inhumé dans la cathédrale vis-à-vis la chapelle Saint-Michel. Son cœur fut déposé dans la chapelle du séminaire de Quimper, du côté de l'épître, avec celui de la Fruglaie de Kervers, évêque de Tréguier.

## Héraldique
Les armes de la famille de Farcy se blasonnent ainsi : D'or fretté d'azur de six pièces, au chef de gueules.